# Tropico 4
Tropico 4 – gra komputerowa należąca do gatunku strategii czasu rzeczywistego o charakterze ekonomiczno-politycznym, będąca kontynuacją gry Tropico 3. Gra wyprodukowana została przez studio Haemimont Games i wydana 23 sierpnia 2011 przez przedsiębiorstwo Kalypso Media.

## Rozgrywka

### Opis ogólny
Tropico 4, podobnie jak wcześniejsze gry z serii – Tropico i Tropico 3, pozwala graczowi na wcielenie się w rolę przywódcy niewielkiej wyspiarskiej republiki bananowej (tytułowego Tropico), nazywanego w grze mianem El Presidente. Celem gracza jest zapewnienie mieszkańcom dobrobytu, stworzenie rozwiniętej gospodarki a jednocześnie utrzymanie się przy władzy i wypełnienie prywatnego konta w szwajcarskim banku. Do dyspozycji gracza oddana została licząca 20 misji kampania, tryb gry swobodnej oraz wyzwania.
Gra stanowi rozwinięcie poprzedniej części, zawierając praktycznie wszystkie jej elementy. Do głównych zmian należą: nowa, bardziej sfabularyzowana kampania, szereg nowych budynków (m.in. centrum handlowe, aquapark czy ministerstwo), katastrofy naturalne (np. tornada i susze) oraz możliwość prowadzenia handlu zagranicznego.
Rozgrywka rozpoczyna się od utworzenia awatara, reprezentującego postać El Presidente. Gracz określa wygląd postaci oraz jej cechy, mające pewien wpływ na późniejszy przebieg gry. Po stworzeniu postaci rozpoczyna się właściwa część gry.

### Ekonomia
W momencie objęcia przez gracza władzy na wyspie znajduje się zazwyczaj wyłącznie pałac prezydencki, kilka farm, niskiej jakości budynki mieszkalne a także budynki kluczowe dla funkcjonowania kraju – port, przez który prowadzony jest eksport towarów produkowanych na Tropico oraz biura transportowe i budowlane. Mieszkańcy wyspy mają określone potrzeby, jak wiara, rozrywka, satysfakcjonująca praca czy poczucie bezpieczeństwa, których państwo w początkowej fazie nie jest w stanie zapewnić.
Podstawowym narzędziem, jakim dysponuje gracz jest możliwość wznoszenia nowych budynków, jak kościoły, kina czy szpitale. Każdy z nich ma określaną jakość świadczonej usługi, przekładającą się na zadowolenie korzystającego z budynku mieszkańca. Przykładowo luksusowe posiadłości charakteryzują się lepszą jakością zakwaterowania niż bloki mieszkalne, a ogród zoologiczny stanowi większą atrakcję niż pub. Gracz może zarządzać istniejącymi obiektami, ustalając płace, czynsz czy koszty wstępu. Dodatkowo istnieje możliwość wydawania dekretów, takich jak wprowadzenie opieki społecznej lub zorganizowanie wizyty papieża.
Rozwój wyspy nie jest jednak możliwy bez silnej gospodarki. Ta może się opierać na rolnictwie, górnictwie czy rybołówstwie, a także na bardziej zaawansowanych i dochodowych gałęziach – przemyśle i turystyce. Dochodowość tych pierwszych jest w dużej mierze uzależniona od czynników takich jak żyzność gleb czy obecność surowców naturalnych. Przemysł opiera się głównie na przetwórstwie towarów wyprodukowanych przez te sektory gospodarki, choć gracz może także importować surowce z zagranicy. Na dochody z turystyki duży wpływ ma natomiast atrakcyjność wyspy, zarówno pod względem piękna jak i jakości hoteli oraz dostępnych atrakcji. 
Dla sprawnego funkcjonowania kraju potrzebna jest także rozwinięta infrastruktura oraz sfera rządowa. W grze istnieje możliwość budowania dróg oraz garaży, umożliwiających sprawne przemieszczanie się ludzi i towarów po wyspie. Działanie bardziej zaawansowanych budynków uzależnione jest od zasilania w energię elektryczną, a także dostępu do wykwalifikowanej siły roboczej, zapewnianej przez system szkolnictwa. Do utrzymania pełnej kontroli nad wyspą niezbędne jest również utrzymywanie wojska, a także określonych instytucji, jak urząd imigracyjny, pozwalający na kontrolę nad migrantami, ministerstwo, umożliwiające wydawanie dekretów czy giełda papierów wartościowych pozwalająca na wpuszczenie na Tropico sektora prywatnego.

### Polityka
Istotnym elementem gry jest walka o utrzymanie władzy. Mieszkańcy wyspy przynależą do ośmiu frakcji politycznych, z których każda ma wobec przywódcy określone żądania, przykładowo komuniści oczekują dobrej opieki zdrowotnej i niskiego bezrobocia, intelektualiści wybudowania uniwersytetu i obecności mediów a nacjonaliści zamknięcia granic. W razie niespełniania tych żądań mieszkańcy przynależący do danej frakcji chętniej zagłosują w wyborach przeciw panującemu El Presidente. W skrajnym przypadku niezadowolenie może przerodzić się w sytuację kryzysową jak protesty studenckie czy nałożenie na gracza anatemy. Szczególnym ugrupowaniem jest frakcja lojalistów – jej członkowie są bardziej skłonni popierać obecnego przywódcę, a niespełnianie ich oczekiwań powoduje kurczenie się szeregów frakcji. Gracz ma przy tym szereg możliwości powiększenia liczby lojalistów, np. poprzez wydanie manifestu ideologicznego.
Szczególnie niezadowoleni mieszkańcy mogą przyłączyć się do działających na wyspie rebeliantów, by w przyszłości atakować rozmaite cele na wyspie, a w ostateczności – pałac prezydencki. Sposobem na zażegnanie niebezpieczeństwa ze strony rebeliantów jest utrzymywanie silnej armii. Ta w przypadku niezadowolenia może jednak dokonać zamachu stanu. Ogólnonarodowe niezadowolenie może z kolei zakończyć się powstaniem, w którym po stronie gracza staną jedynie lojaliści. W przypadku udanego przebiegu któregokolwiek z tych zdarzeń, gracz zostaje obalony a gra kończy się przegraną.
Poza polityką wewnętrzną do zadań gracza należy prowadzenie polityki zagranicznej. W grze występują dwa supermocarstwa – Stany Zjednoczone oraz ZSRR, które również wysuwają wobec gracza pewne żądania, w tym utrzymania odpowiednich relacji z działającymi na wyspie frakcjami, odpowiednio kapitalistów lub komunistów. Spełnianie ich oczekiwań skutkuje m.in. otrzymywaniem pomocy finansowej czy możliwością zawarcia sojuszu, w ramach którego mocarstwo wznosi na wyspie bazę wojskową. Wynikiem długotrwale utrzymujących się chłodnych stosunków pomiędzy Tropico a jednym z supermocarstw mogą być akcje wywrotowe dokonywane przez obcy wywiad lub inwazja na wyspę, kończąca się upadkiem El Presidente. Poza supermocarstwami istnieją trzy pomniejsze mocarstwa – Europa, kraje arabskie i Chiny. Relacje dyplomatyczne z nimi ograniczają się głównie do handlu.

## Dodatki
29 marca 2012 roku wydany został dodatek Czasy Współczesne (Modern Times). Dodanych zostało w nim 26 budynków oraz 10 dekretów a także nowa kampania. Nowe elementy pozwalają na modernizację kraju do XXI-wiecznych standardów. Pojawiły się m.in. sektor usługowy, przemysł wysokich technologii, nowoczesne budynki mieszkalne, metro czy kosmodrom. Nowe budynki stają się dostępne z biegiem lat, uzupełniając lub zastępując wcześniejsze. Gracz ma możliwość śledzenia nadchodzących zmian za pomocą osi czasu, na której przedstawione są lata pojawienia się nowych budynków a także wystąpienia przyszłych wydarzeń na świecie, zarówno historycznych (np. kryzysu kubańskiego) jak i generowanych losowo, mających wpływ na grę (np. ceny eksportu określonych towarów).
Do gry wydanych zostało także dziesięć dodatków w formie DLC, z których każdy dodaje jedną misję, nowy budynek oraz jedną cechę charakteru i element ubioru dla awatara, a niektóre dodatki także kilka obiektów dekoracyjnych:
- Junta (3 listopada 2011)[4]
- Plantador (14 grudnia 2011)[5]
- Quick-dry Cement (7 lutego 2012)[6]
- Pirate Heaven (23 października 2012)[7]
- Megalopolis (15 listopada 2012)[8]
- Vigilante (20 grudnia 2012)[9]
- Voodoo (25 lipca 2013)[10]
- Propaganda (15 sierpnia 2013)[11]
- The Academy (19 września 2013)[12]
- Apocalypse (18 października 2013)[13]

## Odbiór gry
Tropico 4 spotkało się z pozytywnym odbiorem recenzentów, uzyskując według agregatora Metacritic średnią ocen wynoszącą 78% dla wersji na PC oraz 77% dla wersji na Xbox 360. Bardzo dobrze ocenione zostały złożoność świata gry oraz mnogość udostępnionych graczowi sposobów na rozwijanie wyspy, przy jednoczesnej prostocie obsługi.
Pozytywnie przyjęta została oprawa graficzna oraz udźwiękowienie, a w szczególności muzyka. Innymi aspektami, które spotkały się z uznaniem licznych krytyków były elementy fabularne oraz humorystyczny charakter gry.
Podstawowym zarzutem wobec Tropico 4 było znaczne podobieństwo do poprzedniej części gry. Same zmiany względem poprzednika przyjęte zostały raczej pozytywnie, choć krytykowano też fakt, że nie dotknęły one stosunkowo najsłabiej dopracowanych elementów gry, jak transport.